# Vampyr (film)
 (juillet 2018).
Pour les articles homonymes, voir Vampyr.
Pour plus de détails, voir Fiche technique et Distribution.
Vampyr, ou l'étrange aventure de David Gray (Vampyr - Der Traum des Allan Grey) est un film franco-allemand du cinéaste danois Carl Theodor Dreyer, sorti en 1932.

## Synopsis
Allan Gray s'installe un soir dans l'auberge du village de Courtempierre. Pendant la nuit, un vieillard lui rend visite et lui confie un grimoire sur le vampirisme et les moyens d'y faire face. Dès cet instant, Allan doit affronter et déjouer les pièges d'une femme vampire...

## Fiche technique
- Titre original : Vampyr, ou l'étrange aventure de David Gray
- Réalisation : Carl Theodor Dreyer
- Scénario : Carl Theodor Dreyer, Christen Jul, Poul Knudsen, d'après Carmilla et La Chambre de l'auberge de Sheridan Le Fanu
- Décors : Hermann Warm
- Photographie : Rudolph Maté
- Musique : Wolfgang Zeller
- Son : Dr Hans Bittmann
- Monteur son : Paul Falkenberg
- Production : Carl Theodor Dreyer et Nicolas de Gunzburg
- Société de production : Tobis Filmkunst
- Pays de production :  République de Weimar,  France
- Langue originale : allemand ou français ou anglais (tourné en trois langues)
- Format : noir et blanc - 1,19:1 - son mono (Tobis-Klangfilm)
- Durée originelle : 83 minutes
- Dates de sortie : 
  - République de Weimar : 6 mai 1932
  - France : 23 septembre 1932

## Distribution
- Julian West alias Nicolas de Gunzburg : Allan Gray
- Maurice Schutz : le châtelain
- Sybille Schmitz : Léone, sa fille aînée
- Rena Mandel : Gisèle, la cadette
- Henriette Gérard : Marguerite Chopin
- Jan Hieronimko : le docteur
- Jane Mora : la religieuse
- Albert Bras : le domestique

## Autour du film
- Julian West est le nom de scène du baron Nicolas Louis Alexandre de Gunzburg (12 décembre 1904 – 20 février 1981). Coproducteur du film, il se fera connaître en tant que rédacteur en chef des magazines Town and Country, Vogue et Harper's Bazaar.

- Le style visuel de Dreyer subit une transformation inattendue dans Vampyr : en visionnant les premiers rushes, Rudolph Maté et le cinéaste s'aperçurent qu'une lumière grise s'était réfléchie par erreur dans l'objectif. Ils choisirent finalement de conserver l'aspect glauque de l'image qui accroissait le sentiment de mystère et d'irréalité du film.

- Pour son premier film sonore, Dreyer n'avait pas encore totalement délaissé certaines techniques, liées au cinéma muet. Le film assume une sorte de transition entre deux époques. Ces dispositions contribuent, d'autre part, à renforcer le climat étrange et onirique du film. Exemple caractéristique : Dreyer utilise encore les intertitres. De plus, Nicolas de Gunzburg (Julian West) dit, à ce propos : "Chaque scène était tournée trois fois, pour les versions française, anglaise et allemande lorsqu'il y avait du dialogue. C'était tourné muet, et nous prononcions tous les mots. Le son fut ajouté plus tard aux studios UFA de Berlin, car ils avaient à l'époque le meilleur équipement sonore."

- Le tournage du film s'est déroulé en plusieurs endroits :

– à Courtempierre (Loiret), pour le château, qui a également servi de logement aux acteurs et techniciens durant le tournage,
au confluent de la Loire et du Cher, en Indre-et-Loire,
– en banlieue parisienne, pour les scènes se déroulant dans l'usine désaffectée,
– près de l'abbaye de Braye, dans l'Aisne (scènes du cimetière),
– dans un presbytère à Villeneuve-sur-Verberie,
– dans un moulin à eau.
Il est fait mention du film dans le livre Les Six Compagnons à l'affût.